# Marquesado de Castel-Moncayo
El marquesado de Castel-Moncayo es un título nobiliario español creado el 9 de noviembre de 1682 por el rey Carlos II de España, a favor de Baltasar de Fuenmayor y Camporredondo.
Se le concedió la grandeza de España el 10 de marzo de 1790, por parte de Carlos IV de España a Diego Sarmiento de Sotomayor y Saavedra, iv marqués de Castel-Moncayo.

## Marqueses de Castel-Moncayo
|                        | Titular                                                                       | Periodo                |
| Creación por Carlos II | Creación por Carlos II                                                        | Creación por Carlos II |
| ---------------------- | ----------------------------------------------------------------------------- | ---------------------- |
| I                      | Baltasar de Fuenmayor y Camporredondo                                         | 1682-1722              |
| II                     | Manuela de Fuenmayor y Dávila                                                 | 1722-1751              |
| III                    | Gabriel Arias de Saavedra y Fuenmayor                                         | 1751-1783              |
| IV                     | Diego María de la Esclavitud Sarmiento de Sotomayor y Saavedra y Fuenmayor    | 1783-1802              |
| V                      | María de la Esclavitud Sarmiento Quiñones                                     | 1802-1810              |
| VI                     | Carlos José Francisco de Paula Gutiérrez de los Ríos y Sarmiento de Sotomayor | 1810-1822              |
| VII                    | Francisca de Asís Gutiérrez de los Ríos y Solís                               | 1822-1838              |
| VIII                   | María del Pilar Osorio y Gutiérrez de los Ríos                                | 1838-1880              |
| IX                     | Felipe Falcó y Osorio                                                         | 1880-1930              |
| X                      | Paloma Falcó y Escandón                                                       | 1930-1973              |
| XI                     | Manuel Falcó y Escandón                                                       | 1974-1978              |
| XII                    | Carlos Falcó y Fernández de Córdoba                                           | 1981-2020              |
| XIII                   | Manuel Falcó y Girod                                                          | 2020-actual titular    |

## Historia de los marqueses de Castel-Moncayo
- Baltasar de Fuenmayor y Camporredondo (ca. 1639-Valladolid, 21 de enero de 1722), i marqués de Castel-Moncayo,[2] hijo de Jerónimo de Fuenmayor, natural de Ágreda, caballero de la Orden de Santiago, y de su esposa Catalina de Camporredondo y Río.[4] Fue caballero de la Orden de Santiago, gentilhombre de cámara del rey Felipe IV, embajador en Dinamarca, Holanda y Venecia.[4]

Casó el 20  de diciembre de 1662 con Teresa Dávila, V señora de Blascosancho en la provincia de Ávila. El matrimonio tuvo cinco hijos; Joaquín y José, caballeros de la Orden de Calatrava María y Jerónima, monjas comendadoras de la Orden de Santiago, y Manuela, que le sucedió en el título:
- Manuela de Fuenmayor y Dávila (m. 10 de octubre de 1751), ii marquesa de Castel-Moncayo.[2] Alrededor de 1731 entabló pleito en la Real Chancillería de Valladolid por sus derechos en el término de Blascosancho.[5]

Contrajo matrimonio en 1702 con Gabriel Arias de Saavedra y de la Serna. Le sucedió su hijo:
- Gabriel Arias de Saavedra y Fuenmayor (m. 13 de enero de 1783), iii marqués de Castel-Moncayo.[2]

Le sucedió su sobrino, hijo de su hermana Gaspara de Saavedra y Fuenmayor (también llamada Gaspara de Saavedra Quiñones y Pimentel), nacida en Valladolid el 25 de mayo de 1712, casada en Madrid el 18 de febrero de 1732 con Antonio José Sarmiento de Sotomayor y Pardo de Figueroa (n. Parada, 20 de mayo de 1700), I conde de Villanueva de las Achas, hijo de Diego Sarmiento y María Josefa Pardo y Figueroa:
- Diego María de la Esclavitud Sarmiento de Sotomayor y Saavedra y Fuenmayor (6 de junio de 1736-13 de junio de 1802), iv marqués de Castel-Moncayo, grande de España y[2][6] ii conde de Villanueva de las Achas (señor del Valle de las Achas en Galicia) grande de España de segunda clase, xvii señor consorte de las villas de Burguillos, la Higuera de Vargas, Valverde y las Atalayas, xiv señor consorte de San Fagundo, ix señor consorte de la Pulgosa y Cofrentes, señor consorte de Espadero.

Casó en primeras nupcias el 23 de abril de 1758 con Joaquina de Guadalupe de Cáceres y Silva, xvii señora de la Higuera de Vargas, xi señora de Lagartera. En segundas nupcias Casó con María del Buen Consejo de Carvajal y Gutiérrez de los Ríos. Le sucedió su hija del primer matrimonio:
- María de la Esclavitud Sarmiento Quiñones (Toro, 22 de febrero de 1760-13 de noviembre de 1810),[3] v marquesa de Castel-Moncayo[3][6] y iii condesa de Villanueva de las Achas (señora del Valle de las Achas en Galicia) grande de España de segunda clase, XVIII señora de la Higuera de Vargas, XVIII señora de las villas de Burguillos, la Higuera de Vargas, Valverde y las Atalayas, XV señora de San Fagundo, X señora de la Pulgosa y Cofrentes, señora de Espadero, dama honoraria de la Soberana Orden Militar y Hospitalaria de San Juan de Jerusalén, de Rodas y de Malta.

Casó por poderes en Ferrol el 23 de junio de 1777 y en presencia en Tábara el 23 de noviembre de 1778 con Carlos José Isidro Gutiérrez de los Ríos y Rohan-Chabot, vi conde de Fernán Núñez, grande de España, y de Barajas, hijo de José Gutiérrez de los Ríos Córdoba Mendoza y Zapata y de su esposa Carlota Felicitas de Rohan-Chabot y Roquelabre, nacida en París. Le sucedió su hijo:
- Carlos José Francisco de Paula Gutiérrez de los Ríos y Sarmiento de Sotomayor (Lisboa, 8 de junio de 1779[6]-27 de noviembre de 1822), vi marqués de Castel-Moncayo, vii conde y i duque de Fernán Núñez,[2] x marqués de Alameda, xi conde de Barajas, iv conde de Villanueva de las Achas y xix señor de la Higuera de Vargas.

Casó con María Vicenta de la Soledad de Solís-Wignacourt y Lasso de la Vega, vi duquesa de Montellano, iv duquesa del Arco, xii marquesa de Miranda de Anta, vii condesa de Saldueña, v condesa de Frigiliana, vii condesa de Puertollano, hija de Álvaro de Solís Vignacourt y Folch de Cardona, v duque de Montellano, iv conde de Saldueña, y de su primera mujer Andrea Lasso de la Vega y Silva, xi marquesa de Miranda de Anta, vi condesa de Puertollano, hija de Francisco Miguel Lasso de la Vega y Sarmiento, iii duque del Arco, x marqués de Miranda de Anta, vi conde de Puertollano.  Le sucedió su hija:
- María Francisca de Asís Gutiérrez de los Ríos y Solís (m. 26 de febrero de 1838), vii marquesa de Castel-Moncayo, ii duquesa de Fernán Núñez,[2] xi marquesa de Alameda, xii condesa de Barajas, viii condesa de Puertollano, v condesa de Villanueva de las Achas.

Casó con Felipe María Osorio de Castelví y de la Cueva, hijo de Felipe Carlos Osorio, conde de Cervellón, marqués de Nules, grande de España, y de María Magdalena de la Cueva y de la Cerda, v marqués de la Mina, xii conde de Elda, vii conde de Cervellón, conde de Aroca. Le sucedió su hija:
- María del Pilar Osorio y Gutiérrez de los Ríos (Madrid, 10 de diciembre de 1829-1921), viii marquesa de Castel-Moncayo,[2] iii duquesa de Fernán Núñez,[8] vii duquesa de Montellano, v duquesa del Arco, xii marquesa de Alameda, marquesa de Castelnovo, marquesa de Pons, marquesa de Plandogan, marquesa de Miranda de Anta, xiii condesa de Barajas, vi condesa de Frigiliana, condesa de Molina de Herrera, condesa de Montehermoso, ix condesa de Puertollano.[7]

Casó con Manuel Luis Pascual Falcó D'Adda y Valcárcel (n. Milán, 26 de febrero de 1838), xiv marqués de Almonacid de los Oteros, v marqués del Arco y de Montellano, conde de Cervellón y de Siruela. El 15 de marzo de 1880 cedió el título a su hijo:
- Felipe Falcó y Osorio (Madrid, 5 de noviembre de 1859-París, 12 de abril de 1931), ix marqués de Castel-Moncayo, viii duque de Montellano y[2] x conde de Puertollano. Fue concejal y alcalde de Madrid, gentilhombre grande de España con ejercicio y servidumbre, diputado por el distrito de la ciudad de Salamanca, senador por derecho propio, Gran Cruz de Carlos III y maestrante de Valencia.[8]

Contrajo matrimonio el 19 de noviembre de 1891 en París con Carlota Escandón y Barrón. El 5 de marzo de 1930 cedió el título a su hija:
- María Paloma Falcó y Escandón, x marquesa de Castel-Moncayo[2] y v condesa de Villanueva de las Achas, título que rehabilitó en 1925.[9]

Casó con José Mitjans y Murrieta (m. 1966), iv marqués de Manzanedo, segundo hijo de Juan Mitjans y Manzanedo, ii duque de Santoña, iii marqués de Manzanedo. Sin descendientes. En diciembre de 1974 le sucedió, por cesión del título, su hermano:
- Manuel Falcó y Escandón (1892-1975), xi marqués de Castel-Moncayo,[10] vii conde de Villanueva de las Achas,[11] ix duque de Montellano, ix marqués de Pons y diputado en el Congreso por Valencia en 1923.[12]

Casó con Hilda Joaquina Fernández de Córdoba y Mariátegui, xiii marquesa de Mirabel, xii condesa de Berantevilla, iii condesa de Santa Isabel. Le sucedió  en 1978 su hijo por cesión del título y posterior fallecimiento:
- Carlos Falcó y Fernández de Córdoba (Palacio de las Dueñas, Sevilla, 3 de febrero de 1937-Madrid, 20 de marzo de 2020),[13] xii marqués de Castel-Moncayo, grande de España[14] y v marqués de Griñón.[15]

Contrajo matrimonio con Pilar Juana (Jeannine) Girod del Avellanal. Divorciados y con un hijo y una hija, Manuel y Alejandra (Xandra) Falcó y Girod, xiii marquesa de Mirabel, casada con Jaime de Carvajal y Hoyos, xv marqués de Almodóvar del Río. Su hijo primogénito, Manuel Falcó y Girod heredará el marquesado de Castel-Moncayo según las disposiciones testamentarias de su padre.
Casó con Isabel Preysler. Divorciados y con una hija, Tamara Falcó , que heredará el título de marqués de Griñón según las disposiciones testamentarias de su padre.
Casó con María de Fátima de la Cierva y Moreno, hija de Alfonso de la Cierva y Osorio de Moscoso, xvii marqués de Poza, y de su esposa Ymelda Moreno y Arteaga. Padres de Duarte y Aldara Falcó y de la Cierva.
Casó con Esther Doña Morales, actual marquesa viuda de Castel-Moncayo, grande de España y marquesa viuda de Griñón.
- Manuel Falcó y Girod, xiii marqués de Castel-Moncayo,[1] grande de España.

Contrajo matrimonio el 10 de julio de 1999 con María del Amparo Corsini y Montero.